# Euporus abyssinicus
Euporus abyssinicus là một loài bọ cánh cứng trong họ Cerambycidae.